# Barababattoia laddi
Barababattoia laddi is een rifkoralensoort, de plaats in een familie is onzeker. De wetenschappelijke naam van de soort is voor het eerst geldig gepubliceerd in 1954 door Wells.